# Woodfords brilvogel
Woodfords brilvogel (Zosterops superciliosus synoniem: Woodfordia superciliosa) is een zangvogel uit de familie Zosteropidae (brilvogels). De Nederlandse naam en de oude geslachtsnaam Woodfordia verwijst naar de ontdekker van deze vogel, de Britse natuuronderzoeker en koloniaal ambtenaar Charles Morris Woodford (1852-1927).

## Verspreiding en leefgebied
Deze soort is endemisch op het eiland Rennell in de Salomonseilanden.

## Status
De grootte van de populatie is niet gekwantificeerd maar de soort wordt omschreven als algemeen. Op de Rode lijst van de IUCN heeft deze soort de status niet bedreigd.